# Major (Indija)

Major je častniški vojaški čin Indijske kopenske vojske, ki v sklopu Natovega standarda STANAG 2116 sodi v razred OF-3. Čin je bil neposredno prevzet po istem britanskem činu, pri čemer so zamenjali krono z narodnim grbom Indije in tudi preoblikovali zvezdo.
Nadrejen je činu stotnika in podrejen činu podpolkovnika. Enakovreden je činu vodje eskadrilje Indijskega vojnega letalstva in činu poveljnik Indijske vojne mornarice. 
Oznaka čina je sestavljena iz narodnega grba Indije.
Čin majorja doseže častnik običajno po 10 letih vojaške službe, pri čemer je povprečna starost 32 let.